# Sint-Jozef en Franciscuskerk (Essenbeek)

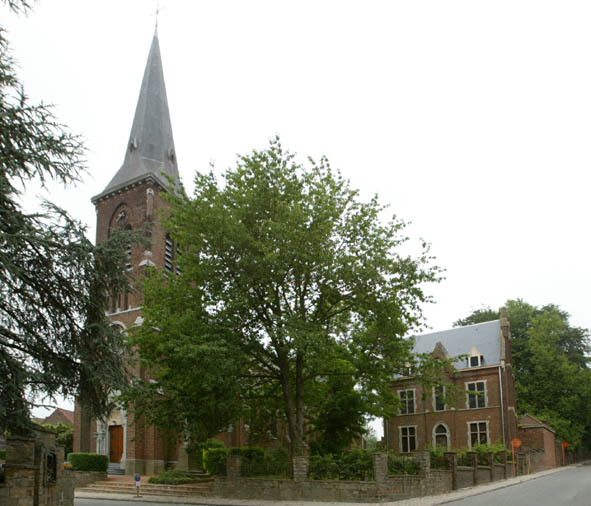
Sint-Jozef en Franciscuskerk

De Sint-Jozef en Franciscuskerk is de parochiekerk van de tot de Vlaams-Brabantse gemeente Halle behorende plaats Essenbeek, gelegen aan de Kasteelstraat.
In 1874 werd Essenbeek een zelfstandige parochie en men kerkte aanvankelijk in een noodkapel. In 1886-1888 werd een definitieve kerk gebouwd naar ontwerp van Gustave Hansotte.
Het betreft een georiënteerde bakstenen kruisbasiliek met voorgebouwde toren en driezijdig afgesloten koor.
De kerk bezit het schilderij Kruisafneming dat toegeschreven wordt aan Englebert Fisen en afkomstig is uit het vroegere Kasteel van Essenbeek. Het orgel, uit de 17e of 18e eeuw, is afkomstig uit de Sint-Martinusbasiliek te Halle.